# The Adventure of the Priory School
The Adventure of the Priory School (A Escola do Priorado) é um conto de Arthur Conan Doyle protagonizado por Sherlock Holmes e Dr. Watson que foi publicado pela primeira vez na Collier’s Weekly, em Janeiro de 1904, com ilustrações de Frederic Dorr Steele e na Strand Magazine, em Fevereiro de 1904, com ilustrações de Sidney Paget, e faz parte da coleção A volta de Sherlock Holmes.

## Enredo

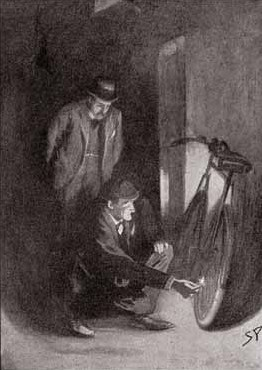
Sherlock Holmes investigando o caso.

O dr. Thorneycroft Huxtable está em estado de choque quando se encontra com Sherlock Holmes pela primeira vez. Huxtable é dono de um internato em Holdernesse, a escola do Priorado, e recebeu um aluno ilustre em sua escola no dia , o Lorde Arthur Saltire, filho do Duque de Holdernesse, porém Arthur desapareceu misteriosamente em uma noite, e junto a este desapareceu também o professor de alemão da escola, Heidegger. Diante da importância do fato, Sherlock Holmes entra em ação.
O detetive não é muito bem recebido pelo duque, que acaba aceitando sua presença, Holmes inicia sua investigação como uma incógnita, vê no campo marcas de bicicleta, e marcas de gado, que causaram estranheza a Holmes, poderia um boi cavalgar?
Após exaustivas investigações o detetive pede ao duque a recompensa de £6.000, quando questionado pelo duque sobre quem manteve o Lorde Saltire em cativeiro, Holmes responde:
"— Acuso o senhor. E, agora, espero que me dê o cheque.".

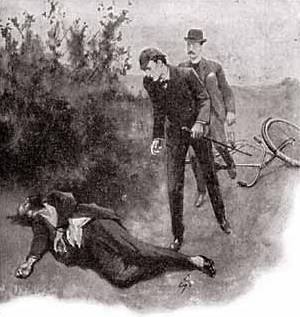
Sherlock Holmes e Dr. Watson, encontram o corpo do Professor Heidegger.

O detetive então brilhantemente desvenda o mistério, James Wilder, secretário do duque, é na verdade filho deste, e em busca da herança sequestrou Arthur para chantagear o pai, James usou como truque dizer a Arthur que a mãe queria vê-lo e que precisava acompanhar a Reuben Hayes(ex-cocheiro do duque), que iria buscá-lo de cavalo(cavalo este que estava com ferraduras em formato de patas de gado), mas Hayes não esperava ser seguido pelo professor Heidegger, e matou-o para não revelar o seu ato a ninguém, Arthur foi então levado a Briga de Galo, uma pousada da região, ao descobrir o seu paradeiro, o duque concordou em permitir a fuga de Hayes e não denunciar a culpa de James em troca da vida de Arthur, que manteve em cativeiro por mais alguns dias, até que Holmes, descobrisse toda a história, tendo como pista o corpo de Heidegger e as pegadas de gado.
Neste conto Holmes contraria um de seus princípios, e aceita uma recompensa de £12.000 do duque, dizendo: "Não sou muito rico."

## Adaptações
O conto foi adaptado para a série The Return of Sherlock Holmes, com Jeremy Brett como Sherlock Holmes]].